# Nangina
Nangina är ett träsk i Kenya.   Det ligger i länet Busia, i den västra delen av landet, 300 km nordväst om huvudstaden Nairobi.